# 殷家庄古民居
殷家庄古民居，位于中华人民共和国山西省大同市广灵县蕉山乡殷家庄村，已列为山西省文物保护单位。

## 保护
2016年6月6日，殷家庄古民居由山西省人民政府公布为第五批山西省文物保护单位，编号5-42。